# Traktionskoeffizient
Der Traktionskoeffizient {\displaystyle \tau } (Tau) ist eine Kennzahl mit der Einheit Eins, welche das Verhältnis einer Antriebskraft zur Gewichtskraft oder der Beschleunigung zur Erdbeschleunigung beschreibt.
Dieser Koeffizient ist vereinfacht gesehen die Kraft, die zum Bewegen der Last des Fahrzeuges erforderlich ist, dividiert durch die Last des Fahrzeuges. Konkret, das Verhältnis der an der Haftgrenze möglichen Beschleunigung a in Fahrtrichtung zu der senkrecht zur Fahrbahn wirkenden Erdbeschleunigung g (bei der Überwindung einer Steigung wirkt nur ein Teil der Erdbeschleunigung senkrecht zur Fahrbahn, die andere Komponente wirkt gegen die Fahrtrichtung):
{\displaystyle \tau ={\frac {ma}{mg}}={\frac {a}{g}}}
mit der Fahrzeugmasse m.
Ein voll gesperrter Allradantrieb erreicht einen Traktionskoeffizient von:
{\displaystyle \tau =\mu }
mit dem Reibwert μ.
Für einachsig angetriebene Fahrzeuge gilt
{\displaystyle \tau =q\,\mu }
mit dem dynamischen Achslastanteil q ≤ 1 der angetriebenen Achse (q = 1 entspricht dem Wheelie).
Für zweiachsige Fahrzeuge mit Radstand L ergibt sich q aus der Lage des Fahrzeugschwerpunkts zu
{\displaystyle q={\frac {d\pm h\mu }{L}}}
mit
- d der horizontale Abstand des Schwerpunkts von der nicht angetriebenen Achse
- h dessen Höhe; der Term mit h ist auf Glatteis klein; dann beträgt q bei vorn und hinten gleicher Achslast 0,5.
- bei Vorwärtsfahrt:
  - "+" für Hinterradantrieb
  - "−" für Frontantrieb
- bei Rückwärtsfahrt:
  - "+" für Frontantrieb
  - "−" für Hinterradantrieb.

Ein hoher Achslastanteil q der angetriebenen Achse ist daher bei winterlichen Straßenverhältnissen von Vorteil für die Traktion.

## Eisenbahntechnik
In der Eisenbahntechnik wird der Widerstand bezogen auf das Gesamtgewicht des Zuges als Traktionskoeffizient bezeichnet.